# Мироновка (Саратовская область)
Мироновка — село в Питерском районе Саратовской области, административный центр сельского поселения Мироновское муниципальное образование.
Село расположено в центральной части района на левом берегу реки Малый Узень, на противоположном берегу село Моршанка. До районного центра (Питерка) — 9 км, до железнодорожной станции Питерка — 19 км.
В селе школа, дом культуры, отделение связи.

## История
Основано в 1830 году.
Казённое село Мироновка упоминается в Списке населенных мест Российской империи по сведениям 1859 года. Село относилось к Новоузенскому уезду Самарской губернии. Село находилось на расстоянии 69 вёрст от уездного города, по левую сторону почтового тракта из Новоузенска в Саратов. В 1859 году в Мироновке проживало свыше 1,0 тысячи жителей.
После Крестьянской реформы Мироновка была включена в состав Моршанской волости.
Согласно Списку населённых мест Самарской губернии 1910 года в селе Мироновка Моршанской волости проживало 1308 мужчин и 1393 женщины, село населяли бывшие государственные и удельные крестьяне, преимущественно русские, православные, имелись церковь, библиотека-читальня, земская и церковно-приходская школа, 13 ветряных мельниц, по субботам проводились базары.
В 1919 году в составе Новоузенского уезда село включено в состав Саратовской губернии.

## Население
Динамика численности населения по годам:
| Годы      | 1859 | 1889 | 1897 | 1910 | 2002 |
| --------- | ---- | ---- | ---- | ---- | ---- |
| Население | 1085 | 1860 | 2301 | 2701 | 1373 |

| 2002 | 2010  |
| ---- | ----- |
| 1372 | ↘1320 |

Национальный состав
Согласно результатам переписи 2002 года большинство населения составляли русские (76 %).